# Campeonato Neocaledônio de Futebol
O Campeonato Neocaledônio de Futebol ou New Caledonia Division Honneur é a principal divisão futebol de Nova Caledónia, iniciado desde 1950.

## New Caledonia Super Ligue (2020)
- AS Lössi
- Magenta
- AS Mont-Dore
- AS Wetr
- Hienghène Sport
- SC Ne Drehu
- Tiga Sport
- Horizon Patho
- Jeunesse Sportive Baco
- AS Kunié